# Caridina breviata
Caridina breviata is een garnalensoort uit de familie van de Atyidae. De wetenschappelijke naam van de soort werd in 2000 gepubliceerd door N.K. Ng & Cai.